# ぱんもろっ!
『ぱんもろっ！』は、日下弘文による日本のライトノベル。イラストは水月悠が担当している。富士見ファンタジア文庫（富士見書房）より、2004年11月に刊行された。
2004年に富士見書房で開催した『にゅうっとグランプリ』対象作品。

## ストーリー
ある日、私立常春乃学園の高校2年生・神威静姫はブラックホール生命体とファーストコンタクトした。その日から地球はたくさんの異星人と交流することになってゆく。そんな中、銀河文明保全機構のムラサメ・ヤクモが第一種絶滅危惧種に指定された静姫を守りにやってくる。

## 登場人物
神威静姫（かむい・しずき）
私立常春乃学園の高校2年生の女子。少し常人より桁外れなパワーを持つ。銀河文明保全機構によって第一種絶滅危惧種に指定されている。母の春奈（はるな）は既に亡くなっていて、父の風我（ふうが）は行方不明。祖父の虎十郎と生活している。
ムラサメ・ヤクモ
静姫のクラスに転校してきた銀河文明保全機構のエージェント。胸の大きい女性が好みで、やる気はその場の雰囲気によってまちまち。日本刀のような便利アイテムを持っている。
シェルム・アイザード
銀河文明保全機構・星間管理局太陽系方面支部長の女性。ヤクモの上司。
芝原理恵（しばはら・りえ）
私立常春乃学園の高校2年生の女子で静姫の友人。タイミングが悪い以外はごく普通の女の子。
ペシャミン
ブラックホール生命体。普段は子猫ほどの大きさだが、リミッターが外れると巨大化する生物。「化け物」という単語に過剰反応する。
剛魔院阿修羅子（ごうまいん・あしゅらこ）
私立常春乃学園の高校2年生の女子で静姫の友人。極度の引っ込み思案。
氷室京子（ひむろ・きょうこ）
私立常春乃学園購買の女性。遺伝子工学好きで医術の心得もある。通称はお京さん。
グロリアス
静姫を付け狙う星間テロリスト。年齢性別は一切不明。
神威虎十郎（かむい・こじゅうろう）
静姫の祖父で、人の身でありながら戦中に気合だけで戦闘機を落としたという逸話のある老人。

## 用語
銀河文明保全機構（ぎんがぶんめいほぜんきこう）
銀河の文明を保護する宇宙機構。新しい文化の流入によって既存文化が破壊されないように調整する役割を持つ。
星間管理局（せいかんかんりきょく）
惑星系ごとの方面支部に分かれている銀河文明保全機構の実働部署。
特務第七課（とくむだいななか）
通称は御神芭涅（みかばね）と呼ばれる、諜報・戦闘のスペシャリスト集団。
第一種絶滅危惧種（だいいっしゅぜつめつきぐしゅ）
銀河絶滅危惧帳に記された20億の絶滅危惧種の中で200種ほどしか指定されていないもの。指定理由は機密事項になっている。
常春乃学園（とこはるのがくえん）
静姫たちの通う学校。広大な敷地を有していて、断崖絶壁の上に校長室があるほどその全容は謎。オーナーは剛魔院家。
剛魔院家
阿修羅子が次期当主となっている家で、考えられないほど裕福な家。
大席決め祭
生徒会が主催する席決め。勝ち残った者は好きな席を1年間独占できる。

## 既刊一覧
- 『ぱんもろっ！ 〜だーれ・が《謎の宇宙巫女》よっ！』、2004年11月25日初版発行（11月20日発売[1]） ISBN 4-8291-1667-6